# Адольф II Гольштейнський
Адольф II Гольштейнський, Адольф II Великий (нім. Adolf II. Von Schauenburg und Holstein; *1128 р. — †6 липня 1164 р.) — граф Шауенбурзький, Гольштейнський й Штормарнський в 1130—1137 роках і з 1142 року засновник міста Любека.

## Життєпис
Син Адольфа I Шауенбурзького. Вступив у спадок від батька в дворічному віці та до свого повноліття перебував під опікою матері.

Гольштейн на мапі Ютландії

Після смерті імператора Лотаря II новий король Конрад III призначив на герцога Саксонії Альбрехта Ведмедя з роду Асканіїв, котрий відібрав у Адольфа II Гольштейн і Штормарн, та передав їх Генріхові фон Бадевіде. Тільки в 1142 р., після того як Саксонія знову дісталася Вельфам, Адольф II повернув свої володіння та отримав на додачу Вагрію.
Адольф II заохочував переселення гольштейнських колоністів на прикордонні території. У 1143/1144 рр. він заснував місто Любек на місці колишнього слов'янського поселення. У 1158 р. був змушений уступити ці землі Генріхові Леву.
У 1159 р. супроводжував до Італії імператора Фрідріха Барбароссу.
Зі своїм сусідом, князем бодричів Ніклотом, Адольф II довгий час підтримував союзницькі відносини. Однак в 1164 р. він вирішив перейти на сторону Генріха Лева та взяв участь у його поході проти бодричів. 6 липня 1164 р. він загинув у битві при Верхені (коло м. Димін Мекленбург-Передньої Померанії) й був похований в м. Міндені.

## Родина
Дружина Мехтільда фон Шварцбург-Кефернбург, донька графа Зіццо II
Діти:
- Адольф III, успадковував по батькові Гольштейн і Вагрію.